# Землянушин, Иван Семёнович
Ива́н Семёнович Земляну́шин (7 сентября 1935, Казалинск, Казакская АССР) — российский государственный деятель, бывший первый заместитель Генерального прокурора Российской Федерации. Заслуженный юрист Российской Федерации (1992).

## Биография
Родился 7 сентября 1935 года в Казалинске. В 1957 году окончил Свердловский юридический институт по специальности «правоведение».
- С 1957 года работал стажёром, затем следователем прокуратуры города Сатки Саткинского района Челябинской области.
- 1963—1965 — прокурор города Сатки.
- 1965—1972 — прокурор города Троицка.
- 1972—1974 — прокурор города Миасса.
- 1974—1980 — первый заместитель прокурора Челябинской области — начальник следственного отдела.
- 1980—1985 — прокурор Оренбургской области[2].
- 1985—1991 — Заместитель Прокурора РСФСР.
- 1991—1993 — первый заместитель Генерального прокурора Российской Федерации.
- 1993—1994 — заместитель Генерального прокурора Российской Федерации[3][4][5].
- 1994—1995 — советник Председателя Правления Банка Менатеп.
- 1995—1997 — заместитель исполнительного директора — начальник отдела долгосрочных финансовых вложений РОСПРОМ.

В апреле 1999 года назначен представителем администрации города Оренбурга в Москве.
Принимал участие в расследовании тяжких преступлений, разоблачении особо опасных преступных групп, в деле по поимке серийного убийцы Советского Союза Чикатило — операция «Лесополоса», специальной операции «ГРОМ»…

## Чины
- Государственный советник юстиции 1 класса (27 апреля 1991)
- Действительный государственный советник юстиции Российской Федерации 1 класса (19 ноября 2007)

## Автор статей
- Правовые средства регулирования труда в развитом обществе.
- Аспекты условий труда в трудовом праве.
- Задачи органов правосудия по предупреждению и борьбе с преступлениями.